# Isachneae
Isachneae es una tribu de hierbas de la familia Poaceae. Tiene los siguientes géneros.

## Géneros
- Coelachne - Heteranthoecia - Isachne - Limnopoa - Sphaerocaryum[1]